# Mistrovství Evropy v basketbalu žen 1966
10. mistrovství Evropy v basketbalu žen proběhlo v dnech 2. – 9. října v rumunských městech Sibiu a Kluž.
Turnaje se zúčastnilo 12 týmů, rozdělených do dvou šestičlenných skupin, z nichž první dva týmy postoupili do bojů o medaile. Týmy, které v základních skupinách skončily na třetím až šestém místě, hrály o umístění. Mistrem Evropy se stalo družstvo Sovětského svazu.

## Výsledky a tabulky

### Skupina A
|    |            | TCH   | GDR    | BUL   | YUG    | FRA   | GER    | V | P | Skóre   | B  |
| 1. | ČSSR       | ***   | 69:54  | 65:55 | 74:56  | 67:41 | 87:33  | 5 | 0 | 362:239 | 10 |
| 2. | NDR        | 54:69 | ***    | 62:48 | 88:74  | 72:45 | 105:51 | 4 | 1 | 381:287 | 9  |
| 3. | Bulharsko  | 55:65 | 48:62  | ***   | 67:55  | 63:56 | 75:30  | 3 | 2 | 308:268 | 8  |
| 4. | Jugoslávie | 56:74 | 74:88  | 55:67 | ***    | 74:60 | 101:53 | 2 | 3 | 360:342 | 7  |
| 5. | Francie    | 41:67 | 45:72  | 56:63 | 60:74  | ***   | 48:39  | 1 | 4 | 250:315 | 6  |
| 6. | Německo    | 33:87 | 51:105 | 30:75 | 53:101 | 39:48 | ***    | 0 | 5 | 206:416 | 5  |

 NDR –  Německo 105:51 (37:17)
2. října 1966 (18:30) – Sibiu
 Bulharsko –  Francie 63:56 (26:24)
2. října 1966 (19:50) – Sibiu
 ČSSR –  Jugoslávie 74:56 (30:21)
2. října 1966 (21:10) – Sibiu
 Bulharsko –  Německo 75:30 (32:15)
3. října 1966 (18:00) – Sibiu
 Jugoslávie –  Francie 74:60 (31:36)
3. října 1966 (19:20) – Sibiu
 ČSSR –  NDR 69:54 (26:28)
3. října 1966 (20:40) – Sibiu
 ČSSR –  Německo 87:33 (45:12)
4. října 1966 (18:00) – Sibiu
 NDR –  Francie 72:45 (27:19)
4. října 1966 (19:20) – Sibiu
 Bulharsko –  Jugoslávie 67:55 (31:29)
4. října 1966 (20:40) – Sibiu
 Francie –  Německo 48:39 (25:16)
5. října 1966 (18:00) – Sibiu
 NDR –  Jugoslávie 88:74 (39:29)
5. října 1966 (19:20) – Sibiu
 ČSSR –  Bulharsko 65:55 (35:23)
5. října 1966 (20:40) – Sibiu
 Jugoslávie –  Německo 101:53 (55:27)
6. října 1966 (18:00) – Sibiu
 ČSSR –  Francie 67:41 (37:19)
6. října 1966 (19:20) – Sibiu
 NDR –  Bulharsko 62:48 (30:24)
6. října 1966 (20:40) – Sibiu

### Skupina B
|    |            | URS   | ROM   | POL   | NED   | ITA   | HUN   | V | P | Skóre   | B  |
| 1. | SSSR       | ***   | 76:45 | 68:60 | 76:45 | 87:26 | 78:33 | 5 | 0 | 385:229 | 10 |
| 2. | Rumunsko   | 45:76 | ***   | 66:64 | 86:67 | 75:57 | 73:45 | 4 | 1 | 365:309 | 9  |
| 3. | Polsko     | 60:68 | 64:66 | ***   | 76:50 | 73:48 | 72:52 | 3 | 2 | 345:284 | 8  |
| 4. | Nizozemsko | 45:76 | 67:86 | 50:76 | ***   | 48:45 | 73:70 | 2 | 3 | 283:353 | 7  |
| 5. | Itálie     | 26:87 | 57:75 | 48:73 | 45:48 | ***   | 60:45 | 1 | 4 | 236:328 | 6  |
| 6. | Maďarsko   | 33:78 | 45:73 | 52:72 | 70:73 | 45:60 | ***   | 0 | 5 | 245:356 | 5  |

 Polsko –  Maďarsko 72:52 (34:25)
2. října 1966 (18:00) – Kluž
 SSSR –  Itálie 87:26 (35:15)
2. října 1966 (19:20) – Kluž
 Rumunsko –  Nizozemsko 86:67 (36:25)
2. října 1966 (20:40) – Kluž
 Nizozemsko –  Itálie 48:45 (23:18)
3. října 1966 (18:00) – Kluž
 SSSR –  Maďarsko 78:33 (39:18)
3. října 1966 (19:20) – Kluž
 Rumunsko –  Polsko 66:64 (35:35)
3. října 1966 (20:40) – Kluž
 SSSR –  Nizozemsko 76:45 (34:20)
4. října 1966 (18:00) – Kluž
 Polsko –  Itálie 73:48 (34:20)
4. října 1966 (19:20) – Kluž
 Rumunsko –  Maďarsko 73:45 (39:21)
4. října 1966 (20:40) – Kluž
 Polsko –  Nizozemsko 76:50 (34:21)
5. října 1966 (18:00) – Kluž
 SSSR –  Rumunsko 76:65 (21:27)
5. října 1966 (19:20) – Kluž
 Itálie –  Maďarsko 60:45 (35:24)
5. října 1966 (20:40) – Kluž
 Nizozemsko –  Maďarsko 73:70 (31:39)
6. října 1966 (18:00) – Kluž
 SSSR –  Polsko 68:60 (34:26)
6. října 1966 (19:20) – Kluž
 Rumunsko –  Itálie 75:57 (38:23)
6. října 1966 (20:40) – Kluž

### Semifinále
SSSR –  NDR 93:69 (47:40)
8. října 1966 (18:20) – Kluž
 Rumunsko –  ČSSR 54:83 (28:36)
8. října 1966 (19:40) – Kluž

### Finále
SSSR –  ČSSR 74:66 (44:37)
9. října 1966 (20:00) – Kluž

### O 3. místo
Rumunsko –  NDR 60:65 (24:29)
9. října 1966 (18:30) – Kluž

### O 5. - 8. místo
Jugoslávie –  Polsko 70:67 (29:34)
8. října 1966 (11:40) – Kluž
 Nizozemsko –  Bulharsko 56:53 (32:32)
8. října 1966 (17:00) – Kluž

### O 5. místo
Nizozemsko –  Jugoslávie 66:57 (31:16)
9. října 1966 (17:00) – Kluž

### O 7. místo
Bulharsko –  Polsko 70:56 (30:25)
9. října 1966 (15:00) – Kluž

### O 9. - 12. místo
Itálie –  Německo 63:50 (25:18)
8. října 1966 (9:00) – Kluž
 Maďarsko –  Francie 66:65 (32:31)
8. října 1966 (10:20) – Kluž

### O 9. místo
Maďarsko –  Itálie 65:57 (33:26)
9. října 1966 (10:20) – Kluž

### O 11. místo
Francie –  Německo 71:43 (34:21)
9. října 1966 (9:00) – Kluž

## Soupisky
1.  SSSR
| - Ljudmila Basarevičová - Neli Fominichová - Laima Jukeleneová - Silvija Krodereová | - Galina Madisonová - Raisa Michajlovová - Feodora Orelová - Nina Poznanskaja | - Ravila Prokopenková - Skaidrite Smildsinaová - Tamara Slidenkovová - Galina Voroninaová |

2.  ČSSR
| - Pavla Gregorová - Milena Jindrová - Helena Malotová - Marta Melicharová | - Olga Přidalová - Ivana Mrázková - Sylva Richterová - Dana Tušilová | - Marie Zahoříková - Zora Staršia - Věra Štechrová - Helena Zvolenská - Trenéři: Miloslav Kříž, Jan Karger |

3.  NDR
| - Renate Ameis - Regina Bartholomäus - Brigitta Brüning - Heidi Fleischer | - Irene Krause - Barbara Kühn - Gabriele Schaal - Jutta Schmidt | - Gerda Thieme - Hannelore Venzke - Rita Wandrey - Helga Zimmermann |

## Konečné pořadí
| Pořadí           | Tým        | Z | V | P | Skóre   | B  |
| ---------------- | ---------- | - | - | - | ------- | -- |
| Zlatá medaile    | SSSR       | 7 | 7 | 0 | 552:364 | 14 |
| Stříbrná medaile | ČSSR       | 7 | 6 | 1 | 511:367 | 13 |
| Bronzová medaile | Rumunsko   | 7 | 4 | 3 | 479:457 | 11 |
| 4.               | NDR        | 7 | 5 | 2 | 515:440 | 12 |
| 5.               | Nizozemsko | 7 | 4 | 3 | 405:463 | 11 |
| 6.               | Jugoslávie | 7 | 3 | 4 | 487:475 | 10 |
| 7.               | Bulharsko  | 7 | 4 | 3 | 431:380 | 11 |
| 8.               | Polsko     | 7 | 3 | 4 | 468:424 | 10 |
| 9.               | Maďarsko   | 7 | 2 | 5 | 376:478 | 9  |
| 10.              | Itálie     | 7 | 2 | 5 | 356:443 | 9  |
| 11.              | Francie    | 7 | 2 | 5 | 386:424 | 9  |
| 12.              | Německo    | 0 | 0 | 7 | 299:550 | 7  |